# Rue du Général-Aubé
Ne doit pas être confondu avec Rue Aubé.
Pour les articles homonymes, voir Aubé.
La rue du Général-Aubé est une voie du 16e arrondissement de Paris, en France.

## Situation et accès

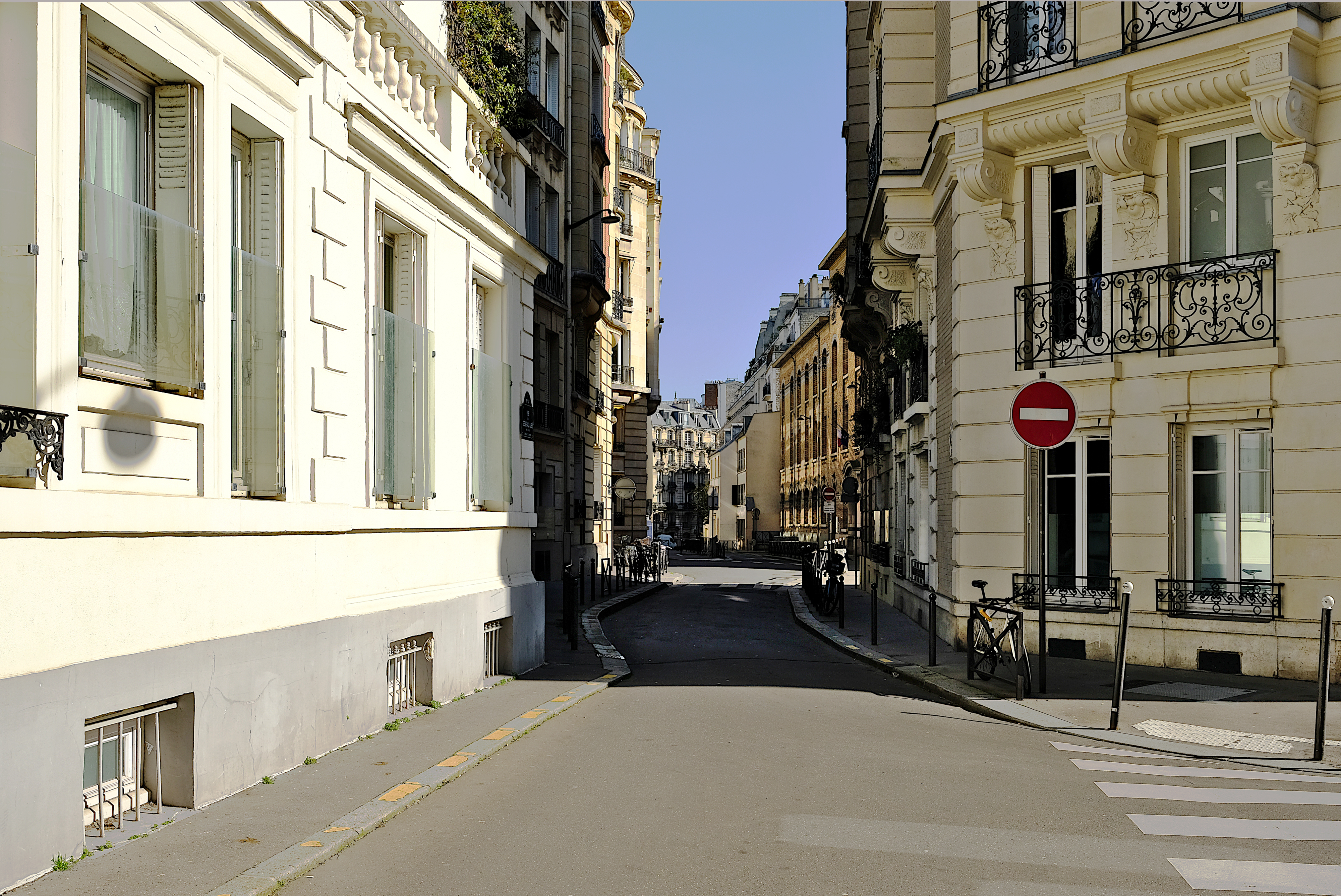
La rue en 2025.

La rue du Général-Aubé est une voie publique située dans le 16e arrondissement de Paris. Longue de 83 mètres et large de 12, elle commence au 2, rue Gustave-Zédé et au 6, rue Marietta-Martin et finit au 1, rue Davioud et au 21, avenue Mozart.
Le quartier est desservi par la ligne 9 à la station La Muette ; la gare de Boulainvilliers de la ligne C se situe également à proximité.

## Origine du nom
Le nom de la rue fait référence au général français Henri Aubé (1865-1935), qui fut président de la Commission des évadés de guerre et habitait au 7 bis, rue des Bauches, où est apposée une plaque à son nom.

## Historique

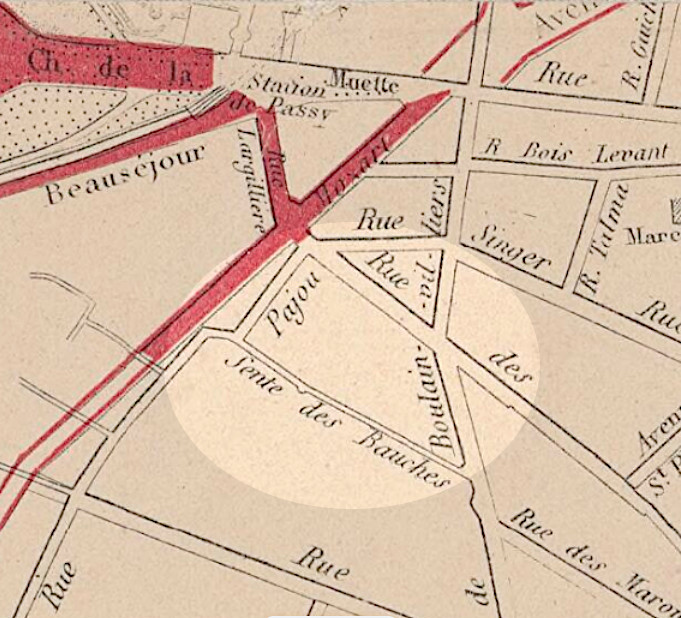
La rue Pajou et la sente des Bauches (pastille claire) sur le plan de Eugène Andriveau-Goujon de 1848.

Cette voie de l'ancienne commune de Passy, qui fut classée dans la voirie parisienne par un décret du 23 mai 1863, est composée de deux parties :
1. la partie située entre la rue Marietta-Martin et la rue Pajou était initialement une partie du « sentier des Bauches », devenu plus tard « rue des Bauches ». Cette partie prend sa dénomination actuelle par un arrêté du 14 mars 1938[2] ;
2. la partie située entre la rue Pajou et l'avenue Mozart était tracée sur le plan cadastral de 1823 sous le nom de « rue de la Glacière », avant de devenir une partie de la rue Pajou. Cette partie prend sa dénomination actuelle par un arrêté du 10 février 1937.

La rue est inaugurée le 24 mai 1938 à 11 heures du matin par la municipalité de Paris, en présence de la veuve du général, de ses enfants et d’une assistance nombreuse. Les clairons du 5e régiment d’infanterie apportent leur concours. Après avoir dévoilé les plaques portant le nom du général, le cortège se rend dans le préau de l’école de la rue des Bauches, où plusieurs discours sont prononcés. À l’issue de cette cérémonie, les personnalités présentes se recueillent devant le 7 bis, rue des Bauches, où le général Aubé a vécu les trente dernières années de sa vie.

## Bâtiments remarquables et lieux de mémoire
- No 6 : cette maison témoigne de l’ancien village de Passy[4].

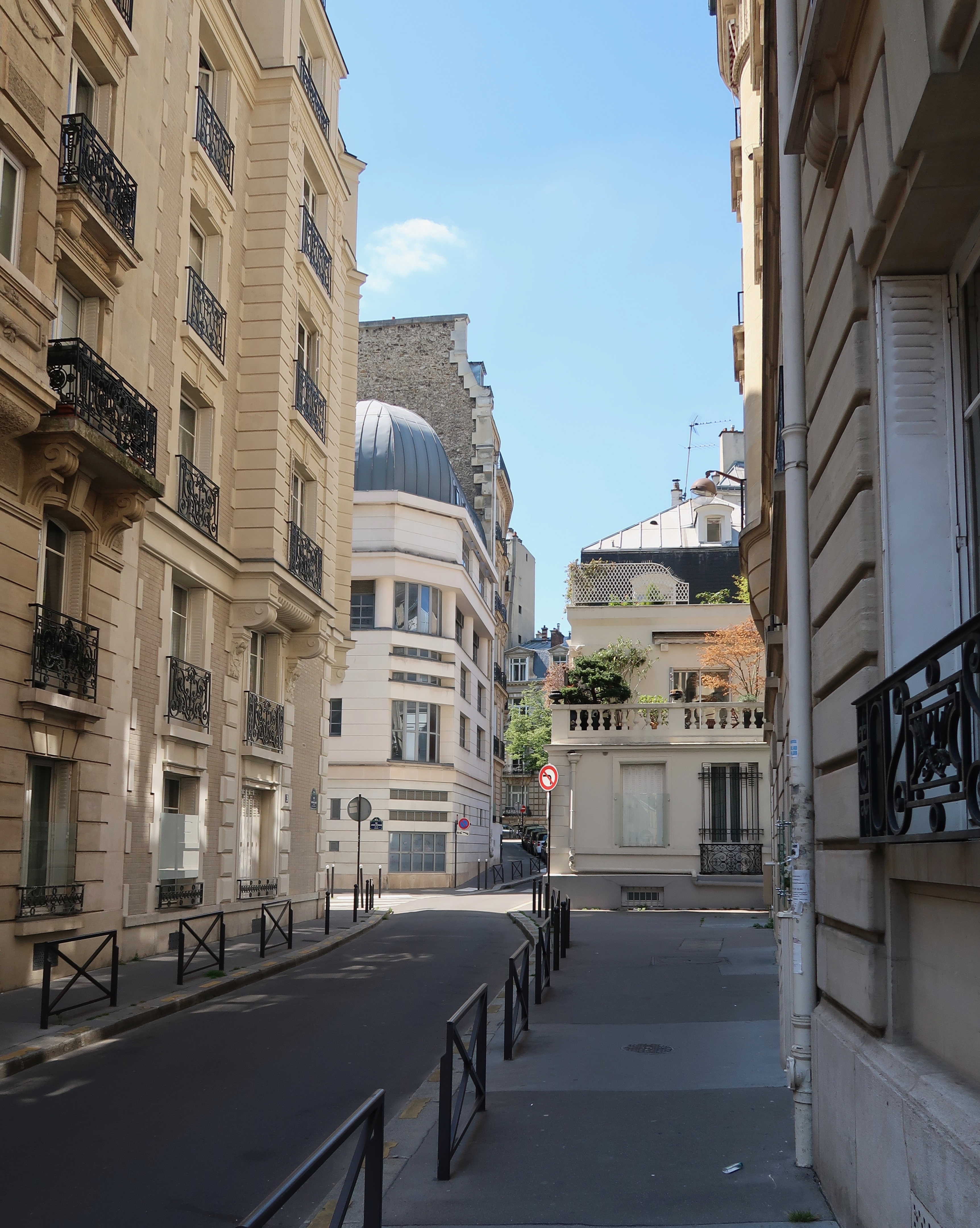
Vue de la rue.
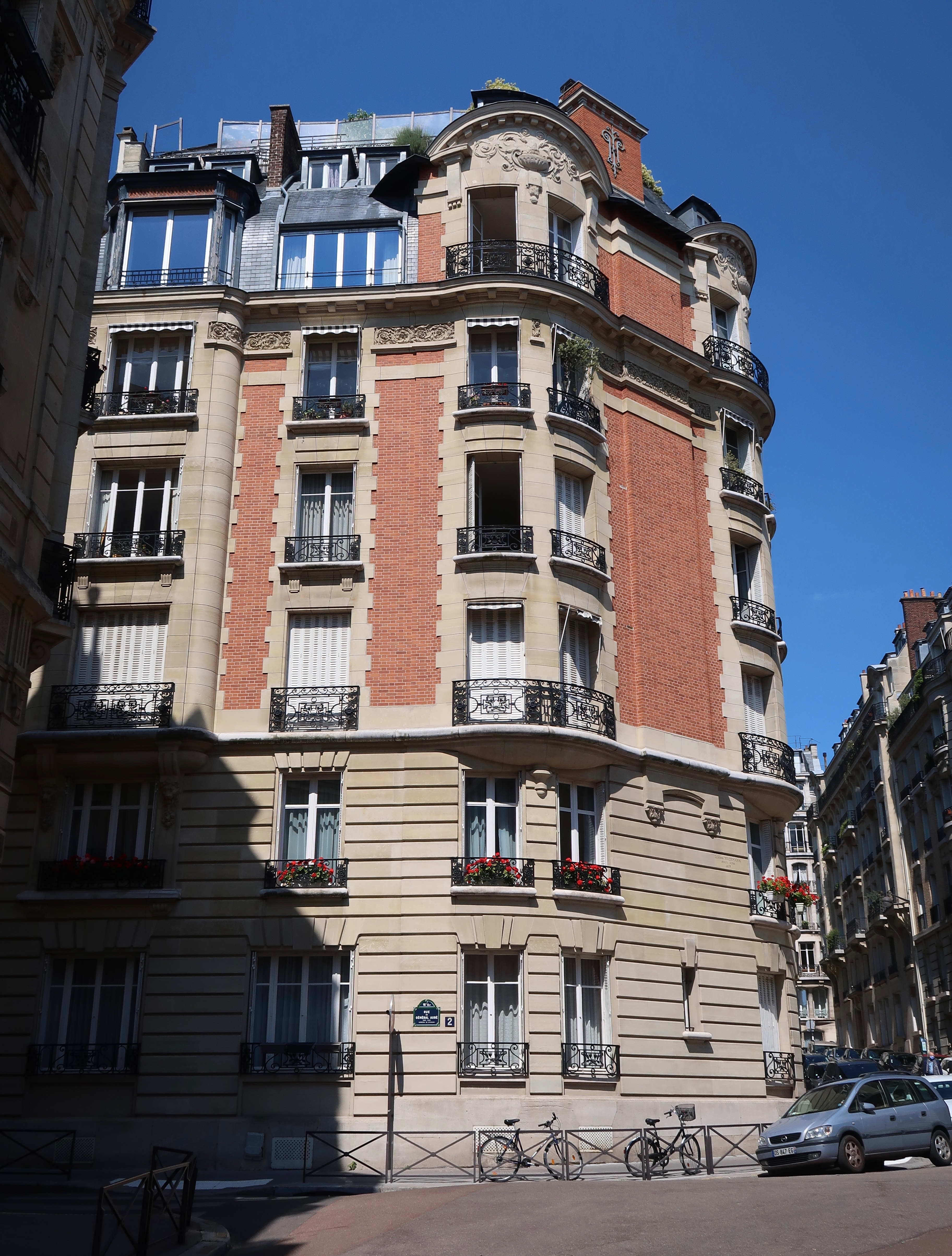
No 2.
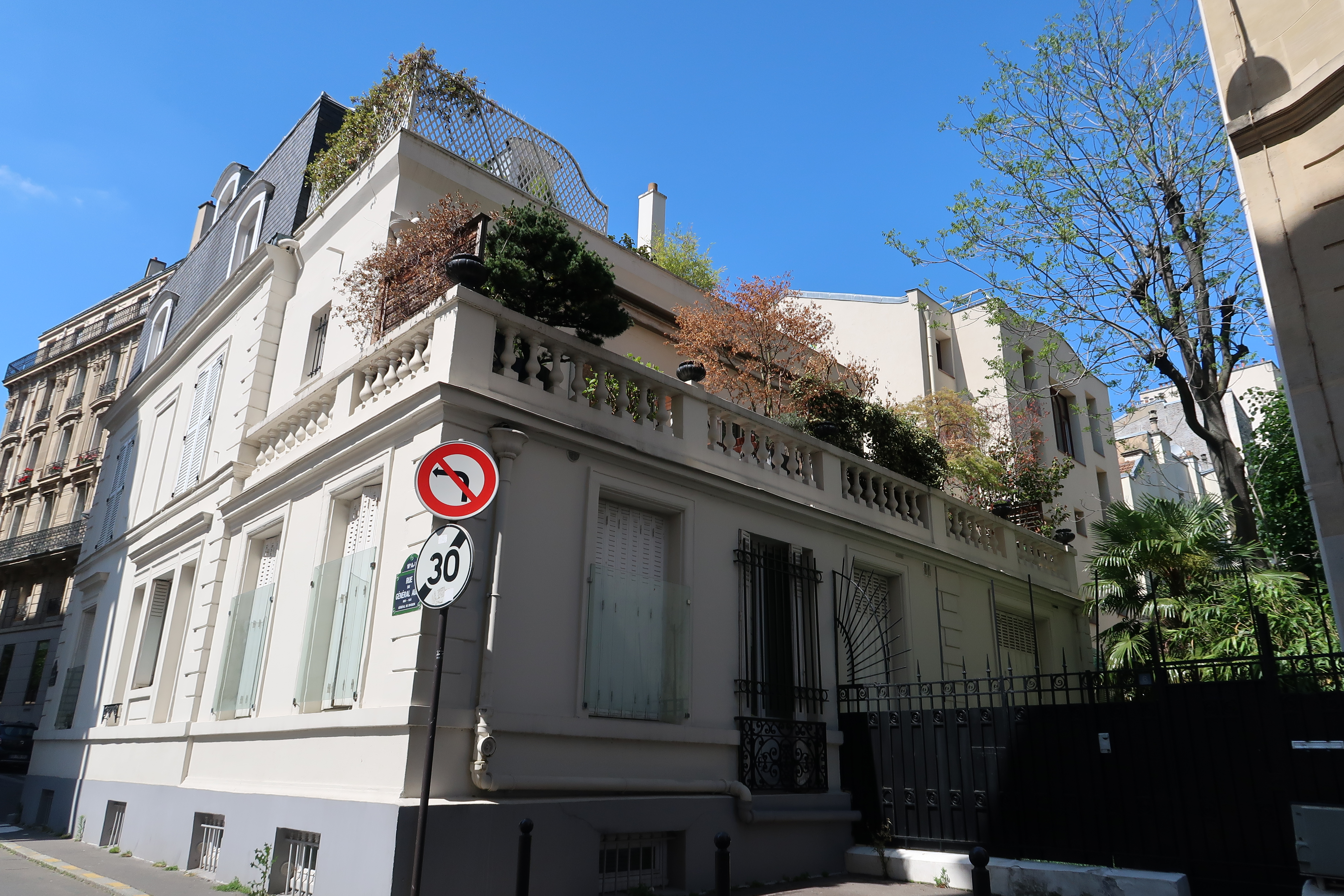
No 6.